# Орден «Ілінден 1903 року»
Орден «Ілінден 1903 року» — висока македонська нагорода за різні заслуги перед державою. Названа на честь Ілінденського повстання 1903 року. Його автори – Костадін Танчев і Володимир Бороївич.

## Особливості
Орден фактично є переоформленням Ілінденської пам’ятки 1951 року. Орден має основну форму чотирикутної зірки розміром 71 мм. Виготовлений зі срібла та позолоти і не носиться на стрічці.
На аверсі зображено повстанця з прапором на передньому плані та симетрично розміщеними повстанцями з обох боків. Під повстанцем напис «ІЛІНДЕН 1903». Усю композицію оточує розгорнутий вінок з лаврових гілочок, а під ним ромбоподібний хрест.
На зворотному боці ордена штампують порядковий номер знаку, клеймо чистоти металу, з якого він виготовлений, та клеймо виробника.
Кожен орден і знак мають відповідну коробку, певного кольору, який розмірно відповідає розмірам орденів. На кришці скриньки з позолотою назва відзнаки.
Стрічки для медалей виготовлені з маринованого шовку встановленого кольору та розміру.

## Критерії
Орденом Іліндена 1903 року нагороджуються:
- видатні діячі боротьби за національне і соціальне визволення; для політичних в'язнів і осіб, яких переслідували, судили та ув'язнювали за ідеї незалежності македонського народу та його державності; для осіб, державних органів, установ, урядових та неурядових організацій тощо, які своїми особливими зусиллями сприяли створенню суверенітету, незалежності, територіальної цілісності Республіки Македонія; а також за винятковий внесок у її державно-правовий і соціальний розвиток та за зміцнення відносин громад у Республіці Македонія та
- особи за видатні подвиги і заслуги в галузі безпеки і оборони Республіки Македонія, а також за міжнародне співробітництво в цих сферах.

## Пов'язані
- Пам'ятка Іліндену